# Nouveau monachisme
Le concept de nouveau monachisme recouvre une diversité de mouvements. Il n’est pas limité à une seule confession, et il comprend des expressions variées de la vie méditative, qui comprennent des communautés évangéliques, de nouvelles communautés monastiques, et des communautés « inter-spirituelles ». Ces communautés sont basées sur les sagesses du monachisme traditionnel, traduites et élargies en des formes applicables à la vie contemporaine, « dans le monde ».

## Origines
Il est difficile de marquer l’origine du nouveau monachisme. Quelques communautés existent depuis les années 1970 et 80 au Royaume-Uni. Quelques autres communautés bien connues, comme le Simple Way à Philadelphie, ont été fondées dans les années 1990. 

### Bede Griffiths
Bede Griffiths est un bénédictin catholique camaldule qui a dirigé un ashram chrétien-hindou en Inde de 1968 à 1993. Il a développé une vision d’une vie monastique renouvelée et a présenté l’avenir du monachisme comme devenant un mouvement laïque. Selon lui, « quelques moines peuvent bien habiter dans des monastères, mais ils vivront de plus en plus souvent dans leurs propres maisons, dans de petites communautés, « dans le monde » », et autant les communautés que les individus pourront mener une vie sacrée indépendamment des institutions religieuses. Il a écrit plusieurs livres sur la vie méditative, l’expérience et l’exploration inter-religieuses, la relation entre science et religion.
Dans les années 2010, plusieurs communautés du nouveau monachisme sont apparues en Irlande et aux États-Unis, y compris des communautés inter-spirituelles reliées au travail de Bede Griffiths[réf. nécessaire].

### Raimon Panikkar
Raimon Panikkar a décrit un « nouveau moine » dans une série de conférences données en 1980 à des moines occidentaux et orientaux ainsi qu’à des laïcs. Le texte de ces conférences a été publié en 1982 sous le titre  Blessed Simplicity: The Monk as Universal Archetype (Bienheureuse simplicité, le moine comme archétype universel). Panikkar dit que le moine traditionnel est « seulement une manière de réaliser [cet] archétype universel. Si la dimension monastique existe au moins potentiellement dans chaque personne, alors l’institution monastique doit être ouverte à tous. (…) Le monastère n’est plus l’« institution » (establishment) des moines, mais la schola Domini, l’école où cette dimension humaine est cultivée et transmise. C'est la conséquence de notre distinction entre le moine comme archétype, c’est-à-dire le moine comme paradigme de la vie religieuse, et l’archétype du moine, c’est-à-dire l’archétype humaine que les moines incarnent mais que l’on peut aussi vivre aujourd’hui d’autres manières ».

### Beverly Lanzetta
Dans les années 80, la théologienne féministe méditative Beverly Lanzetta a fondé une communauté qui n’était associée à aucune confession : Community of the New Monastic Way (La communauté du chemin du nouveau monachisme). Beberly Lanzetta parle de la dimension méditative de la nouvelle vie monastique comme de quelque chose qui va au-delà des traditions religieuses elles-mêmes. Elle exprime cette idée dans ses livres : Emerging Heart: Global Spirituality and the Sacred, Path of the Heart, et Radical Wisdom: A Feminist Mystical Theology.

## Expressions protestantes du nouveau monachisme

### Jonathan Wilson
C’est Jonathan Wilson qui a développé l’idée et le langage du nouveau monachisme protestant dans son livre de 1998 : Living Faithfully in a Fragmented World (Vivre sa foi dans un monde fragmenté). Il a élargi les idées du théologien Dietrich Bonhoeffer qui a dit en 1935 : « Le renouveau de l’Église devra sans nul doute venir d’une nouvelle forme de monachisme qui n’aura avec l’ancienne qu’un point commun : une vie menée sans compromission selon le Sermon sur la montagne, à la suite du Christ. Je crois venu le temps de rassembler les hommes dans ce but »,.
Wilson a aussi repris les idées du philosophe Alasdair MacIntyre. MacIntyre a remarqué le déclin des communautés locales capables de soutenir la vie morale. Il a terminé son livre After Virtue en disant son désir d’un autre St. Benoît, de quelqu’un qui guiderait dans le monde actuel des communautés visant un renouveau de la moralité et de la civilité. Dans son propre livre, Wilson s’est identifié avec ce désir, mais dans le contexte de la tradition protestante.
Wilson a appelé cette vision un « nouveau monachisme » et il a proposé quatre caractéristiques pour un tel monachisme devrait comprendre : il doit être « marqué par le rétablissement du telos de ce monde », révélé en Jésus Christ, et viser la guérison de la dispersion en mettant la vie entière sous l’autorité de Jésus Christ ; il ne doit pas distinguer entre les vocations laïques et sacrées, mais il doit comprendre « le peuple entier de Dieu » ; il doit être discipliné, non pas par la reprise d’anciennes règles monastiques, mais par la discipline joyeuse réalisée dans un petit groupe de disciples qui pratiquent l’exhortation, la correction, et la réconciliation réciproques ; il doit avoir pour base « une profonde réflexion théologique et l’engagement » par lesquelles l’Église pourra rétablir sa vitalité et son témoignage dans le monde.
Le mouvement s’est défini en 2004 lors d’un grand rassemblement de communautés et d’intellectuels à Durham (Caroline du Nord), où une « règle de vie » a été rédigée, dite des « 12 marques » du nouveau monachisme. Cette rencontre s’est déroulée dans une communauté dont Jonathan et Leah Wilson-Hartgrove étaient parmi les fondateurs. Leah Wilson-Hartgrove est la fille de Jonathan Wilson, qui a galvanisé le mouvement par ses œuvres écrites.

### Thèmes communs

#### Valeurs
La plupart des communautés protestantes du nouveau monachisme soulignent les valeurs suivantes : une vie méditative, attentive, et consacrée à la prière ; la vie commune, qui s’exprime de diverses façons ; l'accent mis sur l’hospitalité ; l'engagement pratique avec les pauvres.

#### 12 marques
Les « 12 marques » du nouveau monachisme expriment les caractéristiques partagées par beaucoup de communautés.
1. aller dans les « endroits abandonnés de l’Empire » (aux marges de la société)
2. partager les ressources économiques entre les membres de la communauté et avec les indigents parmi nous
3. accueillir l’étranger
4. déplorer les divisions raciales dans l’Église et dans nos communautés, poursuivre activement une juste réconciliation
5. se soumettre humblement au corps de Christ, l’Église
6. se former volontairement sur le chemin de Jésus Christ, mener régler la communauté selon le noviciat ancien
7. participer à la vie commune entre les membres de la communauté intentionnelle
8. soutenir les célibataires et que les couples mariés monogames et leurs enfants
9. vivre à proximité des membres de la communauté qui partagent une même règle de vie
10. soigner le lopin de terre que Dieu nous a donné et soutenir l’économie locale
11. travailler à la paix au sein de la violence, et résoudre les conflits dans les communautés selon « Matthieu 18 »
12. s’engager à vivre une vie méditative et disciplinée

### Différences avec le monachisme chrétien traditionnel
Il y a plusieurs différences avec les mouvements traditionnels du monachisme chrétien. Le nouveau monachisme a renoncé aux vœux religieux traditionnels de célibat, pauvreté, et obéissance, qui sont habituels par exemple pour les bénédictins, les cisterciens, les chartreux, et les basiliens. Les membres d’une communauté n’habitent pas forcément ensemble, mais dans une proximité géographique. Les couples mariés sont autorisés. Les membres du mouvement ne portent pas d’habits religieux.

## Nouveau monachisme inter-spirituel
Inspiré par les expressions de nouveau monachisme fondé par Bede Griffiths et Raimon Panikkar et aidé par les moines catholiques Père Thomas Keating et Frère Wayne Teasdale (en), un mouvement « inter-spirituel » du nouveau monachisme s’est formé autour de jeunes guides spirituels et activistes sociaux, et de moines traditionnels. Rory McEntee et Adam Bucko décrivent cette forme de nouveau monachisme dans leur livre The New Monasticism: An Interspiritual Manifesto for Contemplative Life (Le nouveau monachisme, un manifeste inter-spirituel pour une vie contemplative).
Frère Wayne Teasdale a inventé le terme « inter-spirituel ». Dans ses livres (Le cœur mystique, Un moine dans le monde),, il le décrit comme une nouvelle orientation de la vie religieuse, comprenant les éléments suivants : une meilleure compréhension de la vie intérieure par l’assimilation des trésors psychologiques, moraux, esthétiques, spirituels, et littéraires des religions du monde (chaque tradition se définira en relation avec les autres traditions de la vie intérieure, chacune considérera la totalité de l’itinéraire spirituel) ; une vive préoccupation pour le sort de ceux qui souffrent, où qu’ils soient ; la stricte adhésion à la justice écologique ; pour nourrir la vie contemplative (au-delà des lectures spirituelles) un intérêt pour l’art, la musique, les films, les langages universels aux grands potentiels spirituels ; la reconnaissance que nous appartenons à une communauté beaucoup plus large qui comprend l’humain, la terre, le système solaire, la galaxie, et l’univers lui-même ; l’inter-spiritualité est l’expression la plus profonde de la dimension religieuse de la vie, c’est la religion de chaque personne qui a atteint la maturité spirituelle.

### Neuf vœux du nouveau monastique
Dans leur livre sur le nouveau monachisme, Rory McEntee et Adam Bucko décrivent les « neuf vœux du nouveau monastique », basés sur les « neuf éléments de la maturité spirituelle » et développés par Diane Berke.  
1. Je jure de vivre selon mon entière capacité morale et éthique.
2. Je jure de vivre en solidarité avec le cosmos et tous les êtres vivants.
3. Je jure de vivre une profonde non-violence.
4. Je jure de vivre humblement et de me souvenir des maîtres et guides qui m’ont assisté sur mon chemin spirituel.
5. Je jure d’adopter une pratique spirituelle quotidienne.
6. Je jure de cultiver une connaissance de soi avancée.
7. Je jure de vivre simplement.
8. Je jure de participer au service altruiste et à l’action compatissante
9. Je jure d’être une voix prophétique en travaillant pour la justice, la compassion et la transformation du monde.

### Personnalités
- Catherine Doherty (1896-1985)
- Dorothy Day (1897-1980)
- Lanza del Vasto (1901-1981)
- Dietrich Bonhoeffer (1906-1945)
- Bede Griffiths (en) (1906-1993), alias Swami Dayananda
- Raimon Panikkar (1918-2020)
- Thomas Keating (1923-2018)
- Wayne Teasdale (en) (1945-2004)
- Beverly Lanzetta (1947-)
- John Michael Talbot (1954-)
- Shane Claiborne (1975-)
- Jonathan Wilson-Hartgrove (en) (1980-)